# SS United States
SS United States (The Big U) er et amerikansk oceanskib, bygget i 1952 for United States Lines på Newport News Shipbuilding and Drydock Company, Newport News, Virginia, USA.
United States er det største passagerskib, som til dato (2009), er bygget i USA.
På skibets jomfrurejse den 3. juli 1952 og på returrejsen den 11. juli 1952, satte United States rekord for hurtigste overfart over Nordatlanten i henholdsvis øst- og vestgående retning, med erhvervelse af det blå bånd til følge.
United States sejlede med passagerer over Nordatlanten til 1969, blev videresolgt i 1978, har siden haft forskellige ejere og er for nuværende (2009) oplagt i Philadelphia, USA.
På grund af en uenighed om lejen af molen hvor skibet ligger, er det af en dommer blevet beordret at skibet skal forlade havnen inden 12. september 2024. Hvis skibet ikke bliver flyttet i tide, vil det blive sænket ud for Destin, Florida, for at blive et kunstigt koralrev. 
2025

## Blå bånd
- Østgående: 1952, (3/7 – 6/7), Ambrose fyrskib, USA – Bishop Rock, England, 3 dage 10 timer 40 minutter – ca. 34,6 knob i gennemsnit.
- Vestgående: 1952, (11/7 – 15/7), Bishop Rock, England – Ambrose fyrskib, USA, 3 dage 12 timer 12 minutter – ca. 34,5 knob i gennemsnit.

## Specifikation
- Længde pp = 905,25 feet , ca. 275 meter
- Bredde = 101,5 feet, ca. 31 meter
- Dybgang = 31 feet, ca. 9,5 meter
- BRT = 53.330
- NRT = 29.475